# アーチボルド・ロウ
アーチボルド・ロウ（Archibald Low, 1888年 - 1956年9月）は、英国の航空電子工学の技術者、研究者、発明家。40冊以上の著作がある。
誘導ロケット、飛行機、魚雷への先駆的な働きにより「電波誘導システムの父」と呼ばれる。

## 幼少期
ロンドンでジョンとガートルードの第二子として生まれた。彼の父は技術者で、ロウは父の職場を訪れた事により機械や科学の全てに興味を持つようになった。ロウがまだ乳幼児の時家族はErithに移った。彼の家族はオーストラリアへ訪問しなければならなかったので彼はColet Courtの予備校に通った。数年後彼もまた家族と共にシドニーを訪問した。若き少年の日々、彼は蒸気タービンを作ったり化学実験を行ったりした。
 11歳の時、ロンドンのセントポールスクールに入った。彼の同級生にバーナード・モントゴメリーがいた。彼はロウを“鈍い奴”だったと回想した。
16歳になると中央工科学校へ入った。彼は才能を発揮し始めた。Ashcroft教授の指導の下、ロウの機械に対する認識は科学知識によって補強された。この幸運は後年、おそらく彼を助けなかった。CTCにいる間"The Low flexible and adjustable curve"という曲線定規を設計した。これはマンチェスターのThornton'sによって商品化された。彼は同時に分類機を作った。その後32年間これにとって変わるものは出なかった。

## 初期の経歴
ロウは叔父が経営する技術系の会社に所属した。会社は常に資金難にあえいでいた。1914年、ロウは最初のテレビジョンの実演を行った。彼はそれを"Tele Vista"と呼んだ。この実演は自動車の技術学校に対して行われ、｢無線で見る｣事を示した。

## 第二次世界大戦とその後
無線誘導式飛行機を開発した。
戦後はイギリス惑星間協会 (w:British Interplanetary Society) の設立に貢献し、会長になった。